# اچ‌ام‌اس آپولو (۱۸۰۵)
اچ‌ام‌اس آپولو (۱۸۰۵) (به انگلیسی: HMS Apollo (1805)) یک کشتی بود. این کشتی در سال ۱۸۰۵ ساخته شد.